# Frederik II van Neurenberg
Frederik II van Neurenberg ook bekend als Frederik IV van Zollern (circa 1188 - circa 1255) was van 1200 tot 1218 burggraaf van Neurenberg en van 1218 tot 1255 graaf van Zollern. Hij behoorde tot het huis Hohenzollern.

## Levensloop
Frederik was de tweede zoon van burggraaf Frederik I van Neurenberg, onder de naam Frederik III tevens graaf van Zollern, en Sophia van Raabs. Na de dood van zijn vader in 1200 erfde Frederik II het burggraafschap Neurenberg, terwijl zijn oudere broer Koenraad het graafschap Zollern erfde.
In 1218 besloten Koenraad en Frederik II om de erfdelen van hun vader te herverdelen. Hierbij kreeg Frederik het graafschap Zollern, terwijl Koenraad het burggraafschap Neurenberg overnam. Rond het jaar 1255 overleed Frederik.

## Huwelijk en nakomelingen
Frederik huwde in 1248 met Elisabeth van Abensberg. Ze kregen een zoon:
- Frederik V (overleden in 1289), graaf van Zollern.